# Zbuczyn
Zbuczyn is een dorp in het Poolse woiwodschap Mazovië, in het district Siedlecki. De plaats maakt deel uit van de gemeente Zbuczyn en telt 1 836 inwoners.